# Christoph Stückler
Christoph Stückler (* 27. Mai 1980 in Wolfsberg) ist ein ehemaliger österreichischer Fußballspieler, der spätestens seit Herbst 2023 als sportlicher Leiter des SC Röthis in Erscheinung tritt.

## Karriere
Stückler begann bei einem kleinen Verein in der untersten Spielklasse, dem SC St. Stefan im Lavanttal, und wechselte im Sommer 1992 zum „größeren Nachbarn“, dem ATSV Wolfsberg, der drei Ligen höher in der Kärntner Landesliga spielte. Dort erlangte er eine dementsprechende Ausbildung und man wurde auf sein großes Talent aufmerksam. In der Winterübertrittszeit 1998/99 wurde er vom Grazer AK verpflichtet, wo er sein Debüt in der höchsten österreichischen Spielklasse gab. Nach nur einem Jahr in Graz ging er per 16. August 2000 mittels Leihvertrags zum SV Braunau, wo er allerdings nur bis Januar 2001 blieb. Seine nächste Station führte in wieder in die Steiermark zum SV Kapfenberg – und im Januar 2002 ging er nach Niederösterreich zum SC Untersiebenbrunn, wo er bis zum 28. Juni 2004 aktiv war. Nach zwei weiteren Jahren in seiner Stammheimat Kärnten, in Klagenfurt beim FC Kärnten, zog es ihn ganz in den Westen von Österreich nach Vorarlberg zum SC Austria Lustenau, von wo er (nach wiederum 2 Jahren) 2008 zum Bundesligisten SCR Altach wechselte. In Altach erzielte er auch sein erstes Bundesligator. Stückler erzielte in der damaligen zweiten Runde am 12. Juli 2008 gegen den LASK Linz das 1:2 bei der 1:3-Niederlage. Im Sommer 2009 kehrte er nach Lustenau zur Austria zurück.
Nach der Saison 2016/17 beendete er seine Profikarriere und wechselte zum viertklassigen SC Röthis. Mit 475 Einsätzen in der zweithöchsten österreichischen Fußballliga rangiert er bis heute (Stand: Jänner 2025) überlegen auf dem ersten Platz der am öftesten eingesetzten Spieler seit der Gründung der Liga 1974. Im Jahr 2022 beendete er seine Karriere als Aktiver. Dazu beigetragen hatte auch ein Achillessehnenriss, den sich Stückler nur wenige Wochen, nachdem er 41-jährig bekanntgegeben hatte, noch eine halbe Saison anzuhängen, im Spiel gegen den FC Rotenberg zugezogen hatte. In einem späteren Interview gab Stückler bekannt, dass er in seinen 22 Jahren, in denen er Kampfmannschaft spielte, nie ernsthaft verletzt gewesen war. Bereits am 31. März 2021 hatte Stückler, der mittlerweile ein berufliches Standbein als Greenkeeper beim Golfclub Montfort Rankweil gefunden hatte, sein Karriereende bekanntgegeben, jedoch auf Bitten des Vereines noch die besagte halbe Saison angehängt.
In Röthis war Stückler, der seit Dezember 2014 im Besitz der UEFA-D-Lizenz und seit Mai 2016 bzw. Juni 2018 im Besitz der UEFA-C- und UEFA-B-Lizenz ist, kurzzeitig als Co-Trainer der U-18-Mannschaft des Klubs aktiv. Spätestens seit Herbst 2023 tritt der gebürtige Kärntner als sportlicher Leiter des SC Röthis in Erscheinung.

## Privates
Sein jüngerer Bruder Stefan (* 1988) war ebenfalls als Fußballspieler aktiv, brachte es jedoch nie über den Amateurfußball hinaus.
Christoph Stücklers 1999 geborener Sohn Livio ist ebenfalls im Amateurfußball vertreten und spielte, als sein Vater seine Karriere beim SC Röthis ausklingen ließ, dort an der Seite seines Vaters.